# Arrestation de militants écologistes en Iran
 (octobre 2020).
Si vous disposez d'ouvrages ou d'articles de référence ou si vous connaissez des sites web de qualité traitant du thème abordé ici, merci de compléter l'article en donnant les références utiles à sa vérifiabilité et en les liant à la section « Notes et références ».
 (octobre 2020).
- Si vous ne connaissez pas le sujet, laissez ce bandeau (vous pouvez alors contacter les auteurs).
- Si vous supprimez le contenu mis en cause (vous pouvez préalablement contacter les auteurs),

argumentez précisément cette suppression dans la page de discussion
(un manque de référence n'est pas un argument ; une recherche réelle de référence doit avoir été effectuée, être formellement documentée).
 (octobre 2020).
La détention de militants écologistes en Iran fait référence à l'arrestation et à la détention d'un certain nombre d'activistes écologistes accusés pour des raisons de sécurité intérieure en Iran.

## Contexte

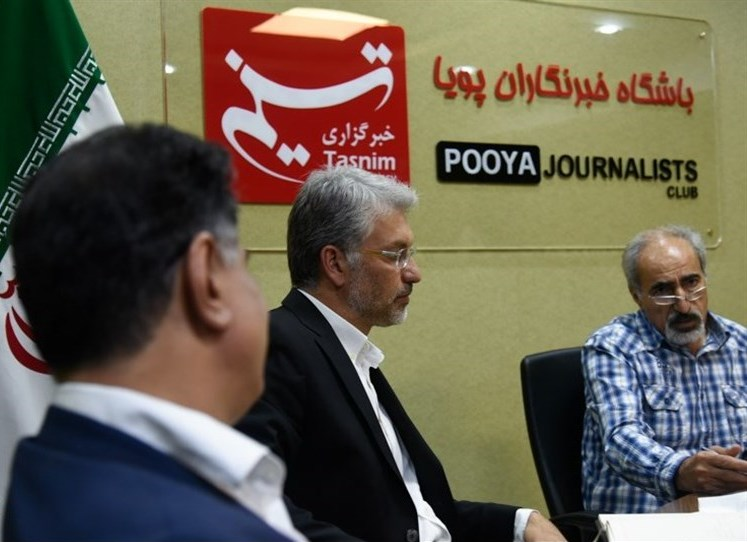
Hooman Jokar (deuxième à droite), l'un des détenus écologiste

Les lois de la République islamique comportent de nombreuses ambiguïtés juridiques concernant les activités des organisations et les activités des organisations non-gouvernementales. Par conséquent, les activités de dissuasion et de sensibilisation des militants écologistes en Iran peuvent parfois être considérées comme illégales. Selon la Charte des activités civiques des organisations non-gouvernementales (ONG), qui a également été republiée sur le site officiel de l'Organisation iranienne pour l'environnement, les ONG sont «le lien entre le peuple et le gouvernement». Selon la charte, la présence d'ONG et le soutien aux activités populaires permet de créer l'harmonisation entre le peuple et le gouvernement dans la mise en œuvre des programmes requis par la société. Elle souligne qu'en raison des nombreux préjudices sociaux dans le domaine de l'environnement, il est inévitable de permettre au public de soutenir, renforcer et organiser sa participation. Le document stratégique quadriennal publié par l'Organisation iranienne pour l'environnement en août 2018, explique la vision et la politique du gouvernement concernant l'importance du rôle des activités publiques et fournis une base pour la participation citoyenne dans la société. Cependant, le mot «liberté» n'est mentionné nulle part dans le texte de ce document. 
Le rôle de «la participation et de la régulation des citoyens» dans le contexte du développement durable a été défini pour la première fois dans l'Agenda 21 de l'Organisation des Nations unies. Les directives sont le résultat de la Conférence des Nations unies sur l'environnement à Rio de Janeiro en 1992. Cette directive a été un début important dans l'introduction des concepts environnementaux dans la politique et l'économie, avec un accent particulier sur la liberté d'activités des organisations non-gouvernementales. Le chapitre 23 de cet agenda stipule que les gens ont non seulement le droit d'intervenir dans le domaine de l'environnement, mais aussi qu'ils ont accès à toutes les informations sur l'environnement et le développement durable car la collecte et l'analyse de ces données peut avoir un impact très important sur le sort des citoyens. En effet, les citoyens ont le droit de connaître les décisions et les lois qui ont un impact significatif sur le maintien de leur santé, de leur vie ainsi que celles de leurs enfants. 
En utilisant les données officielles de l'Organisation mondiale de l'économie, du Fonds monétaire international, de Reporters sans frontières, des rapports officiels de l'Organisation mondiale pour la gestion durable et l'environnement, le Legatum Research Institute classe plus de 170 pays chaque année sur la base de l'indice du bien-être. Cet index, publié chaque année, intègre également le facteur des libertés individuelles. Ainsi, en 2016, l'Iran se classait 117e sur 170 pays dans ce classement, tandis qu'en 2014, il se classait 107e. En d'autres termes, l'Iran a connu un déclin de 10 places en seulement trois ans. Le déclin des libertés individuelles en Iran est encore plus décevant. En effet, dans le domaine des libertés individuelles, l'Iran a connu une baisse de 128e en 2014 à 144e en 2017. 

### Arrestations
- Droits de l'homme en Iran

## Réactions

### Organisations
- Le 6 mars 2019, le Bureau des Nations Unies pour l'environnement a réagi à la situation des militants écologistes en Iran. L'Agence internationale de l'énergie atomique (AIEA) a publié une déclaration exprimant sa préoccupation face à la situation de huit prisonniers environnementaux en Iran et appelant à un procès "équitable et indépendant". L'organisation a déclaré qu'elle partageait ses préoccupations concernant la situation des militants écologistes avec des représentants du gouvernement iranien.
- Human Rights Watch alerte le vendredi 26 octobre 2018 sur le sort des militants écologistes iraniens qui sont en détention à cette date et exige leur libération immédiate. Selon Human Rights Watch, ces personnes font face à des accusations qui pourraient entraîner leur condamnation à mort. L'organisation a appelé les autorités iraniennes à les libérer immédiatement si elles ne sont pas en mesure de fournir des preuves suffisantes concernant leurs allégations.
- Le 6 juin 2009, à l'occasion de la Journée mondiale de l'environnement, Amnesty International a appelé le gouvernement et les autorités iraniennes à libérer immédiatement huit militants écologistes iraniens qui sont en prison depuis l'année dernière. L'organisation a déclaré dans un communiqué qu'ils étaient "des prisonniers d'opinion" et que les charges retenues contre eux étaient "liées à leurs activités environnementales, y compris la recherche sur les espèces sauvages menacées en Iran". "Le procès de ces personnes était clairement inéquitable", indique le communiqué, ajoutant que les militants "ont fait état de torture et de mauvais traitements pendant leur détention"[1].
- Human Rights Watch a publié une déclaration le mercredi 20 février 2017, appelant à la libération immédiate des militants écologistes emprisonnés qui, après plus de deux ans de détention, n'ont toujours aucune preuve contre eux[2].